# Rupture de stock
Cet article court présente un sujet plus développé dans : Stock.
La rupture de stock momentanée désigne le fait qu'un stock est épuisé ce qui rend momentanément indisponible la référence du produit habituellement à la vente,.
La rupture de stock peut être locale à un supermarché qui n'a plus de stock exposé à la vente, mais qui conserve l'accès à d'autres stocks, notion de pénurie relative.
La rupture de stock peut également être mondiale, comme cela s'est produit avec les masques FFP2, les écouvillons ou les tests de dépistage lors de la pandémie de Covid-19, où l'on parlera de pénurie absolue

## Fréquence
La rupture de stock est un élément normal de la grande distribution.
En Europe, les ruptures de stock varient entre 70% et 99% mais n'est perçu que par 30 à 40% des consommateurs.
La rupture de stock sera plus facilement perçue par un consommateur cherchant une référence déterminée que par un consommateur choisissant un produit disponible dans le rayon.

## Galerie d'exemples
Exemples de ruptures de stock dans des centres de distribution, à différents « degrés », ici tous provoqués par des achats massifs par anticipation/panique liés au début de la pandémie de Covid-19 et au confinement parfois associé :

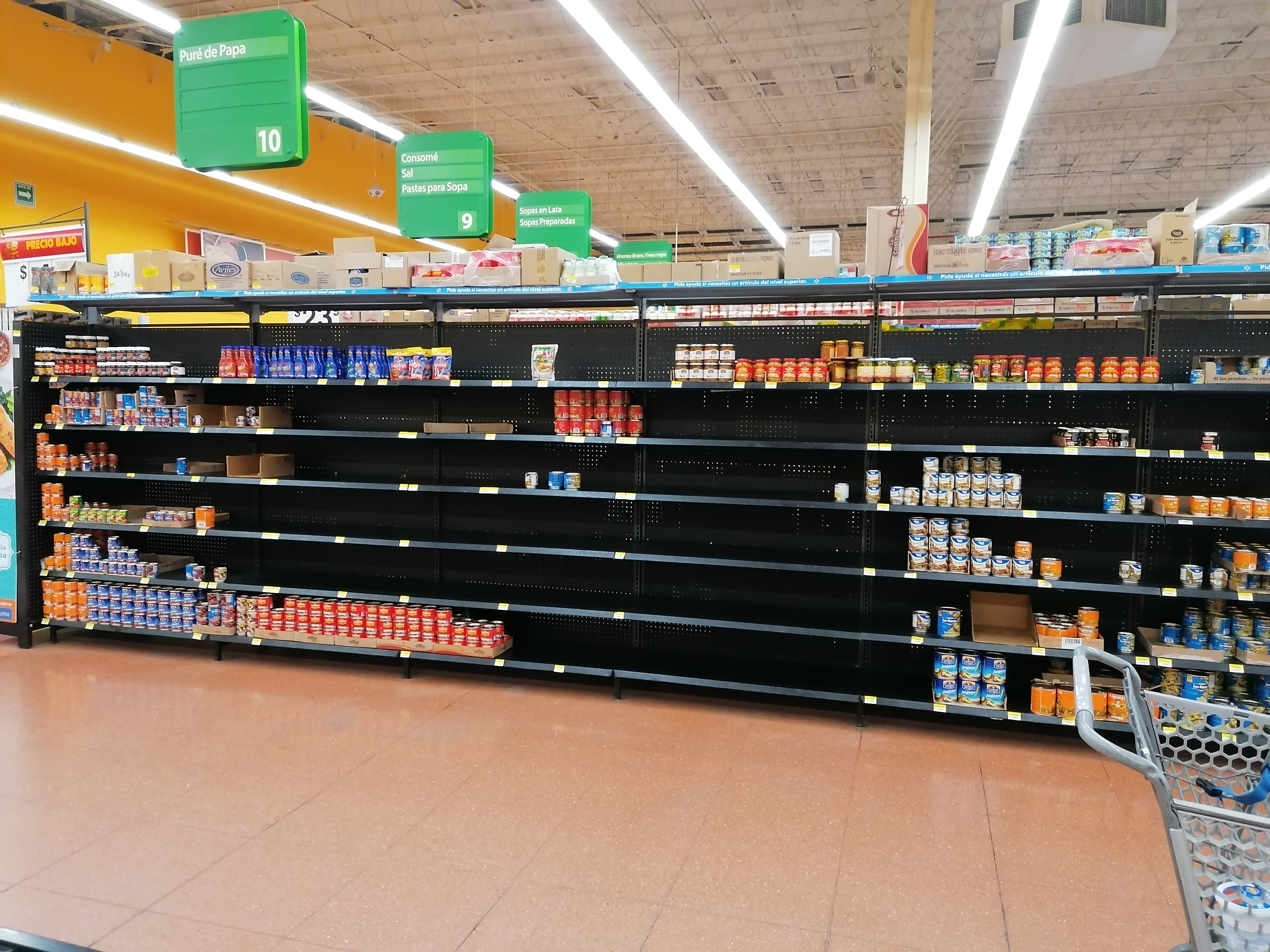
Rupture de stock partielle de boîtes de conserve dans un supermarché de San Luis Potosí, la veille de la mise-en-quarantaine de l'État de San Luis Potosí, au Mexique, 20 mars 2020.
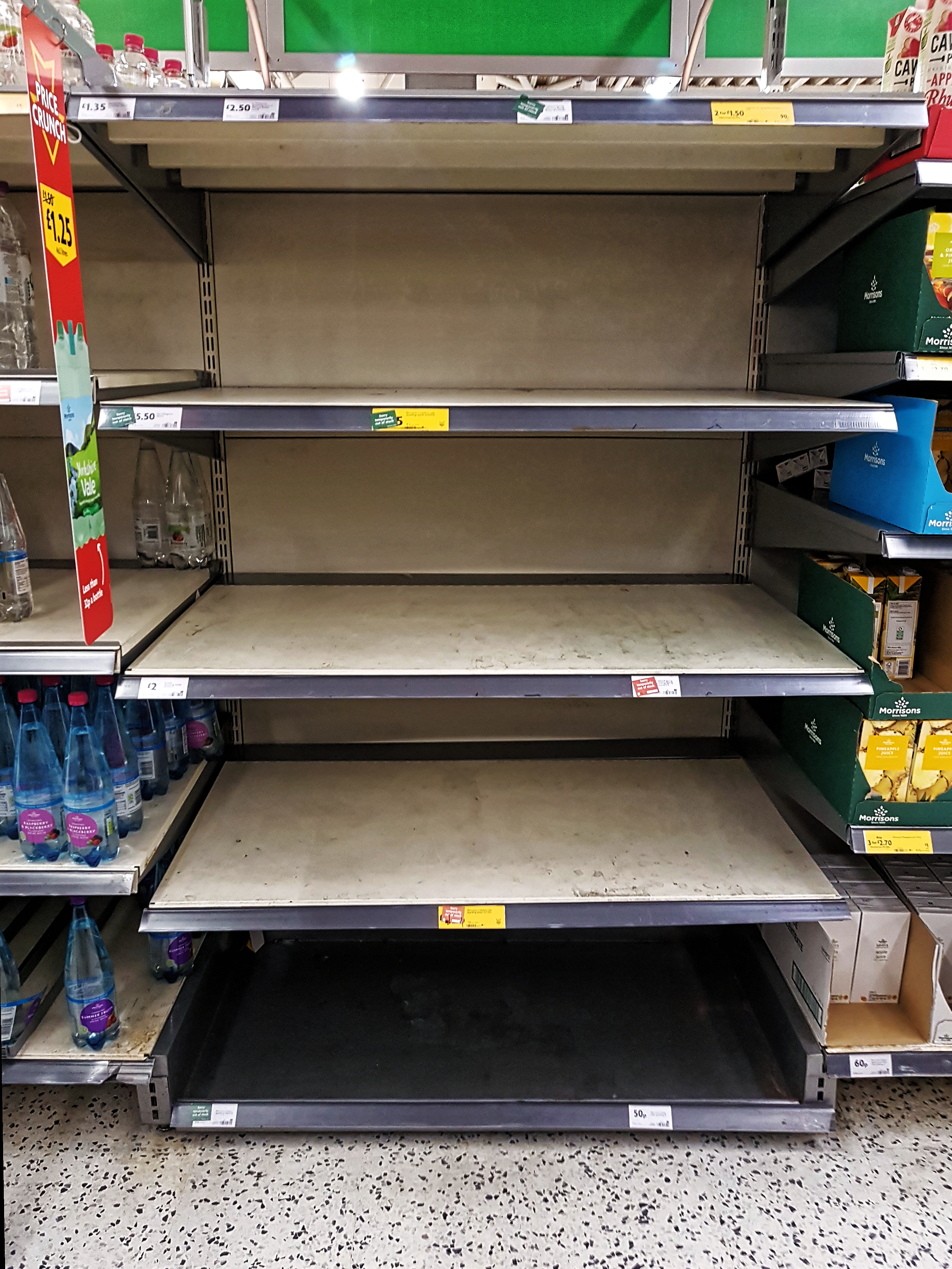
Rupture de stock totale de certaines marques de boisson, mais pas rupture de stock totale de toutes les boissons, dans un supermarché de Londres, au Royaume-Uni, 10 mars 2020.
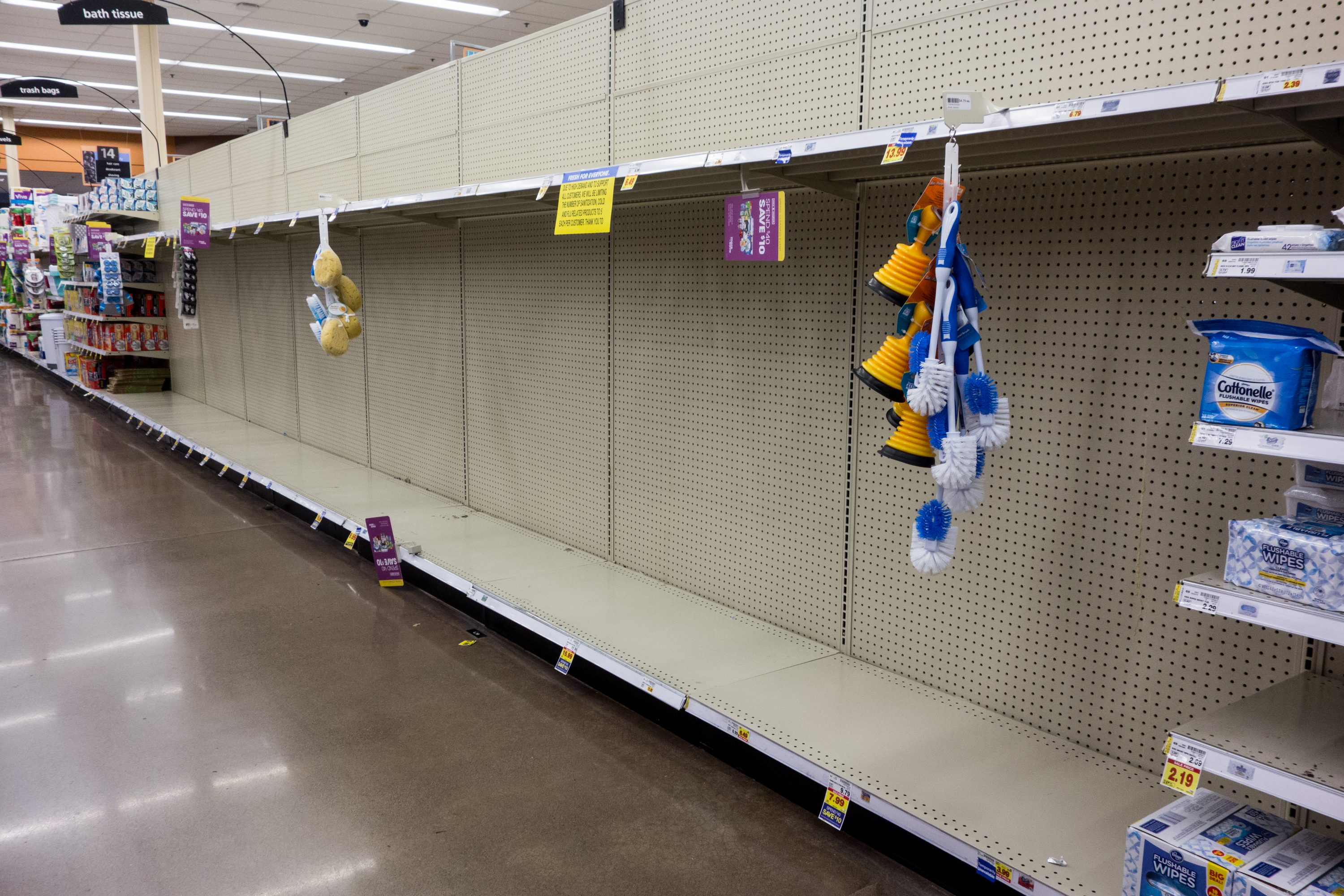
Rupture de stock totale de toutes les marques de papier toilette dans un supermarché de Washington, aux États-Unis, frisant la pénurie.